# IC 2507
IC 2507 est une galaxie irrégulière située dans la constellation de la Machine pneumatique à environ 57 millions années-lumière de la Voie lactée. Elle a été découverte par l'astronome américain Lewis Swift en 1898.
La classe de luminosité de IC 2997 est V-Vi et elle présente une large raie HI. C'est aussi une galaxie faiblement brillante en rayon X.
La galaxie IC 2507 fait partie d'un groupe de 13 galaxies faiblement brillantes dans le domaine des rayons X, le groupe de NGC 2997. Le groupe de NGC 2997 est aussi mentionné dans un article d'A.M. Garcia paru en 1993. Les 10 galaxies de la liste de l'article de Garcia figures également dans l'article de Sengupta, mais quelquefois avec des désignations différentes. Enfin, Richard Powell sur le site « Un Atlas de l'Univers » ajoute deux autres galaxies à cette liste, soit NGC 3506 et ESO 435-G016. Ces deux galaxies ne brillent pas dans le domaine des rayons X.
Le groupe de NGC 2997 fait partie du superamas de la Vierge que l'on appelle aussi le Superamas local car la Voie lactée en fait aussi partie.